# Bataille de la baie de Hakodate
Guerre de Boshin
La bataille de la baie de Hakodate (函館湾海戦, Hakodatewan Kaisen) s'est déroulée du 4 au 10 mai 1869, entre les restes de la marine du shogunat Tokugawa, consolidés par les forces de la république d'Ezo, et la toute récente Marine impériale japonaise. Elle fait partie de la grande bataille de Hakodate de la guerre de Boshin au Japon, et a eu lieu près de Hakodate sur l'île de Hokkaidō.

## Forces de la république d'Ezo
Les forces navales de la république d'Ezo étaient regroupées autour du Kaiten (en). La flotte était composée à l'origine de huit navires à vapeur : le Kaiten, le Banryū (en), le Chiyodagata (en), le Chōgei (en), le Kaiyō Maru, le Kanrin Maru, le Mikaho (en) et le Shinsoku (en).
Cependant, le Kaiyō Maru et le Shinsoku furent perdus dans une tempête au large d'Esashi, et le Kanrin Maru avait été capturé par les forces impériales après avoir subi d'importants dommages qui le forcèrent à rallier la côte. La perte de ces trois unités importantes a sérieusement affaibli la république d'Ezo.

## Forces impériales
Pour l'opération, une flotte japonaise avait été rapidement constituée autour du Kōtetsu, qui avait été acheté aux États-Unis. Les bateaux impériaux étaient le Kasuga, le Hiryū, le Teibō (en), le Yoshun et le Moshun (en), qui étaient fournis par les domaines de Saga, de Chōshū et de Satsuma.
Le récent gouvernement impérial avait au début une marine beaucoup plus faible que celle de la république d'Ezo, en termes de puissance, de nombre (la plupart de ses bateaux étaient empruntés aux domaines de l'Ouest) et de formation. Toutefois, la perte des deux unités importantes avant l'action principale (le Kaiyō Maru et le Kanrin Maru), et surtout, l'achat du Kōtetsu, navire révolutionnaire, en avril 1868, par le camp impérial a renversé la situation. Ce navire avait été commandé à l'origine par le shogunat Tokugawa, mais fut retenu par les États-Unis pendant le conflit principal, dans le cadre d'une politique de neutralité prise par les nations étrangères et finalement livré au gouvernement de Meiji. En outre, le gouvernement impérial a reçu l'appui de deux bateaux par les États-Unis pour le transport de ses troupes.

## Le combat

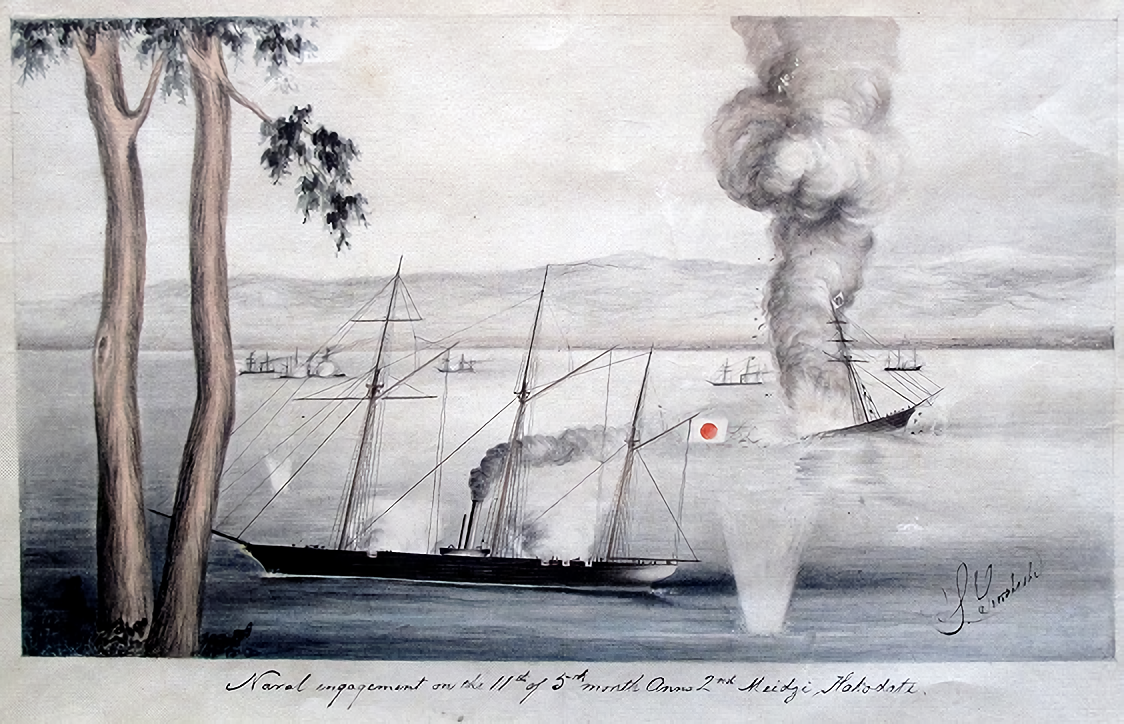
Naufrage du Chōyō touché par le Banryū des rebelles.

La flotte impériale a débarqué des troupes sur l'île de Hokkaidō, a détruit les fortifications terrestres et a attaqué les bateaux rebelles. Le 4 mai, le Chiyodagata (en) a été capturé par les forces impériales après s'être échoué et abandonné par son équipage, et le 7 mai, le Kaiten a été fortement endommagé. Le Banryū est parvenu à couler le Chōyō impérial, mais il a plus tard coulé à son tour en raison de lourds dommages.
La marine impériale japonaise a gagné la bataille, menant finalement à la reddition de la république d'Ezo à la fin du mois de mai 1869.

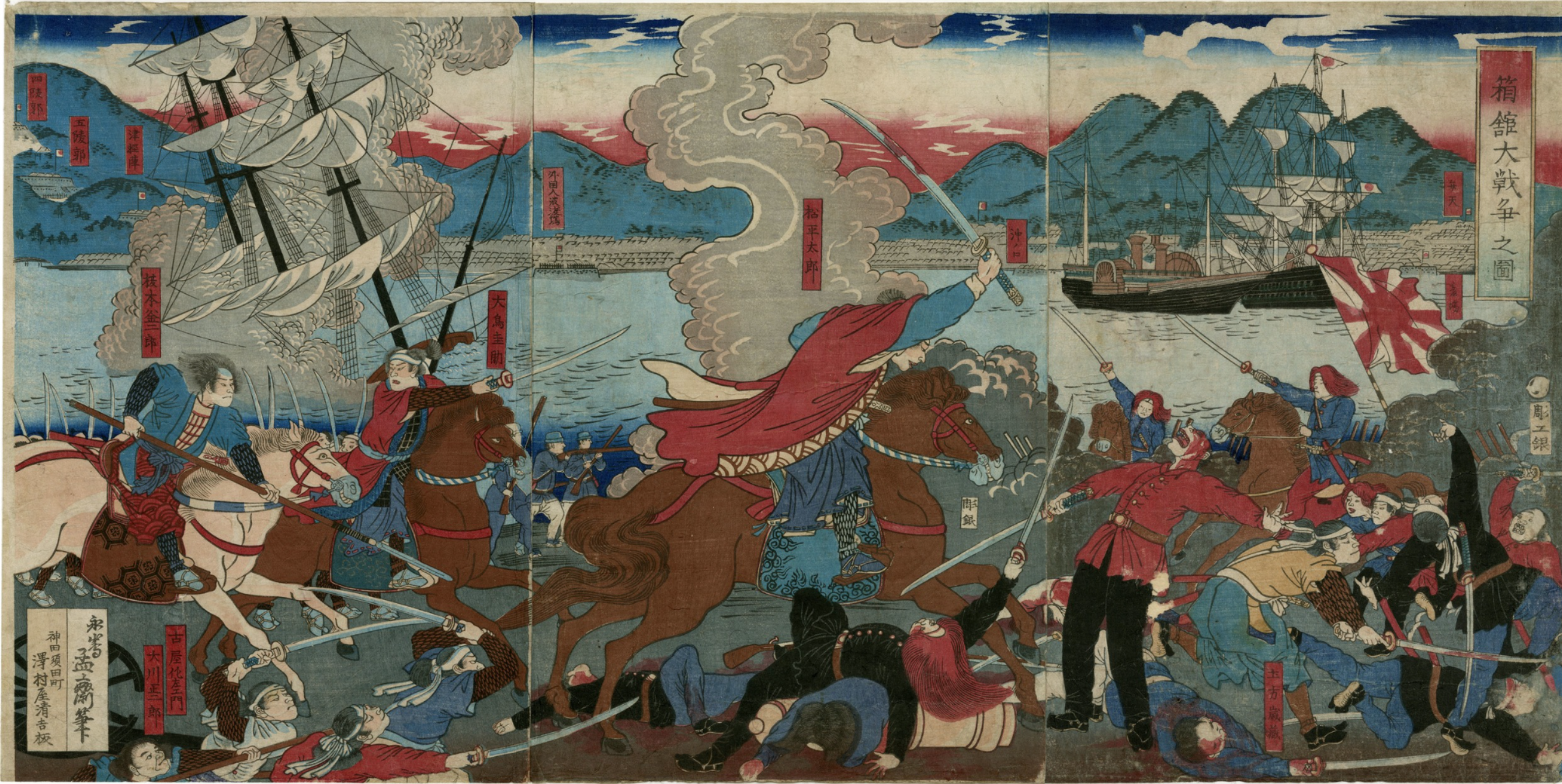
Une interprétation japonaise de la bataille de la baie de Hakodate.

Les bateaux des marines étrangères — le HMS Pearl (en) britannique et le Coëtlogon français — sont restés neutres pendant le conflit. Le capitaine français Jules Brunet qui avait formé les rebelles et avait aidé à organiser leurs défenses, s'est sauvé avec le Coëtlogon le 8 juin 1869.
Le futur amiral Heihachiro Togo a participé à la bataille du côté impérial en tant que canonnier à bord du Kasuga.